# Tachardiaephagus communis
Tachardiaephagus communis är en stekelart som beskrevs av Prinsloo 1977. Tachardiaephagus communis ingår i släktet Tachardiaephagus och familjen sköldlussteklar. Inga underarter finns listade i Catalogue of Life.